# 莱特省
莱特省也称北莱特省，閩南語又译作禮智省，是菲律宾東米沙鄢大區下的一個省份，位于莱特岛，约占该岛3/4的面积，北邻比利兰省，南接南莱特省，西隔卡莫特斯海与宿霧省相望，东隔聖華尼科海峽与薩馬島相望，首府為独鲁万市。這里是馬可斯妻子伊美黛的家鄉。
莱特省易受颱風侵袭，曾於2013年11月8日受到超级颱風“海燕”（菲律賓稱之為“Yolanda”）的袭击，導致数千人喪生，引起国际媒体的极大关注。此外，莱特省还曾在1991年受到热带风暴“黛瑪”的严重破坏。

## 行政區劃
莱特省共包括2個獨立市、1個構成市及40個自治市。

### 獨立市
- 奧爾莫克市，又譯＂旺木市＂（英文：Ormoc）
- 獨魯萬市，又譯＂塔克洛班＂（Tacloban）- 首府

### 構成市
- 拜拜市（Baybay）

### 自治市
| - 阿布約（Abuyog） - Alangalang - Albuera - Babatngon - Barugo - 巴托，咱儂話“描島”（Bato） - 布拉文（Burauen） - 卡盧比安（Calubian） - Capoocan - 卡里加拉，又譯“卡利加拉”（Carigara） - 達嘎米（Dagami） - 杜拉格（Dulag） - 希隆奧斯（Hilongos） - Hindang - Inopacan - Isabel - Jaro - Javier - Julita - Kananga | - 拉巴斯（La Paz） - 禮智（Leyte） - 麥克阿瑟（MacArthur） - Mahaplag - Matag-ob - Matalom - Mayorga - 梅里達（Merida） - 帕洛，又譯“帕勞”（Palo） - 帕隆蓬（Palompon） - Pastrana - 聖伊西德羅（San Isidro） - 聖米格爾（San Miguel） - 聖菲（Santa Fe） - Tabango - Tabontabon - 丹那灣，又譯“塔納萬”（Tanauan） - 托洛薩（Tolosa） - Tunga - Villaba |

## 外部連結
- 维基导游上有關Leyte的旅行指南
- 维基共享资源上的相關多媒體資源：莱特省
- OpenStreetMap上有關莱特省的地理
- 莱特省官方网站
- 2007年菲律宾人口普查信息
- 地方治理绩效管理体系